# Красна Прісня (Казахстан)
Красна Прі́сня (каз. Красная Пресня) — село у складі Мендикаринського району Костанайської області Казахстану. Адміністративний центр Краснопрісненського сільського округу.
Населення — 950 осіб (2021; 1221 у 2009, 1736 у 1999, 1981 у 1989).